# Irina Darafejeva

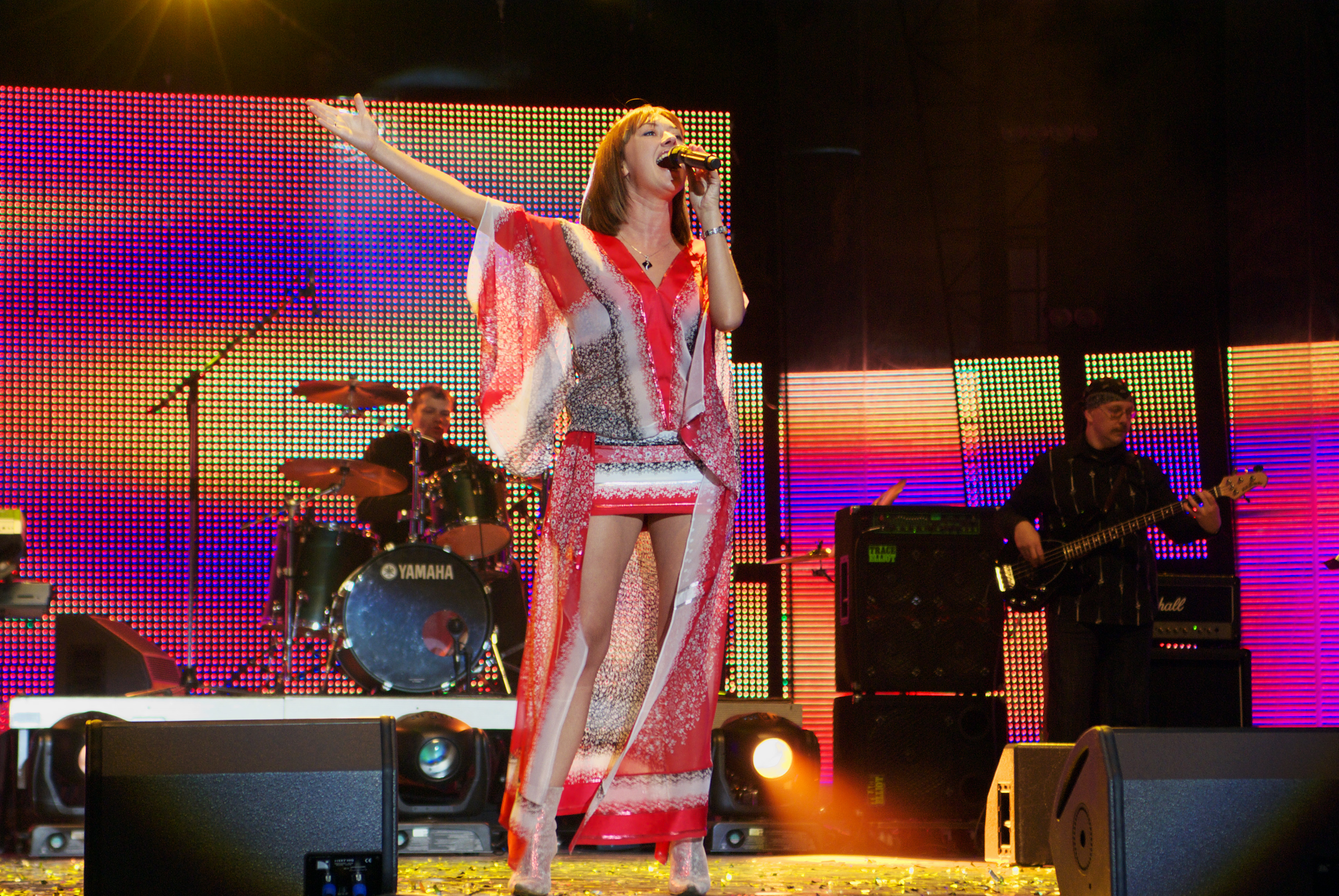
Irina Darafejeva

Irina Darafejeva (belarusz: Ірына Дарафеева; Mahiljov, 1977. július 6. – ), orosz névváltozatban Irina Vitovna Dorofejeva (Ирина Витовна Дорофеева) egy fehérorosz énekesnő. Egy 2011. január 15-én megjelent pletyka szerint ő képviselte volna Fehéroroszországot a 2011-es Eurovíziós Dalfesztiválon Düsseldorfban.
A BTRC belarusz közszolgálati tévétársaság február közepéig várta a dalokat. Irina dalának zeneszerzője és szövegírója, a 2004-es Eurovíziós Dalfesztivál szerbia és montenegrói indulója, második helyezettje; és a 2008-as Eurovíziós Dalfesztivál házigazdája, a szerb Željko Joksimović lett volna. Végül a zsűri nem az ő dalukat, hanem Anastasiya Vinnikováét ítélte jobbnak, ezért ő utazhatott Düsseldorfba, az I Love Belarus című dallal.

## Lásd még
- 2011-es Eurovíziós Dalfesztivál
- Fehéroroszország az Eurovíziós Dalfesztiválokon